# Vilches (Jaén)
Vilches es una localidad y municipio español situado en la parte occidental de la comarca del Condado, en la provincia de Jaén, comunidad autónoma de Andalucía. Limita con los municipios de Linares, Ibros, Rus, Úbeda, Arquillos, Navas de San Juan, Aldeaquemada, Santa Elena, La Carolina y Carboneros. Por su término discurren los ríos Guadalimar —incluido el embalse de Giribaile—, Guadalén —con el embalse homónimo—, Guarrizas —con el embalse de La Fernandina— y Despeñaperros.
El municipio vilcheño tiene una población de 4190 habitantes (INE 2024) y comprende los núcleos de población de Vilches —capital municipal—, Guadalén, Miraelrío, Los Encinares, Los Jarales y Pantano del Guadalén, además del despoblado de Hortalanca.

## Geografía

### Hidrografía
Es el pueblo con más kilómetros de costas interiores de toda España, con tres pantanos dentro de su término: el de embalse de La Fernandina, el pantano del Guadalén y el más reciente, el embalse de Giribaile.
En su término, está el Monumento Natural El Piélago.

## Comunicaciones
Puede accederse al municipio por las carreteras comarcales n.º 3217 de la Carolina a Úbeda y n.º 3210 de Linares a Orcera.
Vilches cuenta con una estación de ferrocarril perteneciente a la línea Alcázar de San Juan-Cádiz, que dispone de servicios de larga y media distancia. Dentro del término municipal existe otro recinto ferroviario, el de Calancha, si bien dicha estación carece de servicios de pasajeros y es empleada para otros fines.

## Geografía humana

### Demografía
Cuenta con una población de 4190 habitantes (INE 2024).
| Gráfica de evolución demográfica de Vilches entre 1842 y 2021                                                         |
| |
| Población de derecho según los censos de población del INE. Población de hecho según los censos de población del INE. |

## Cultura

### Patrimonio

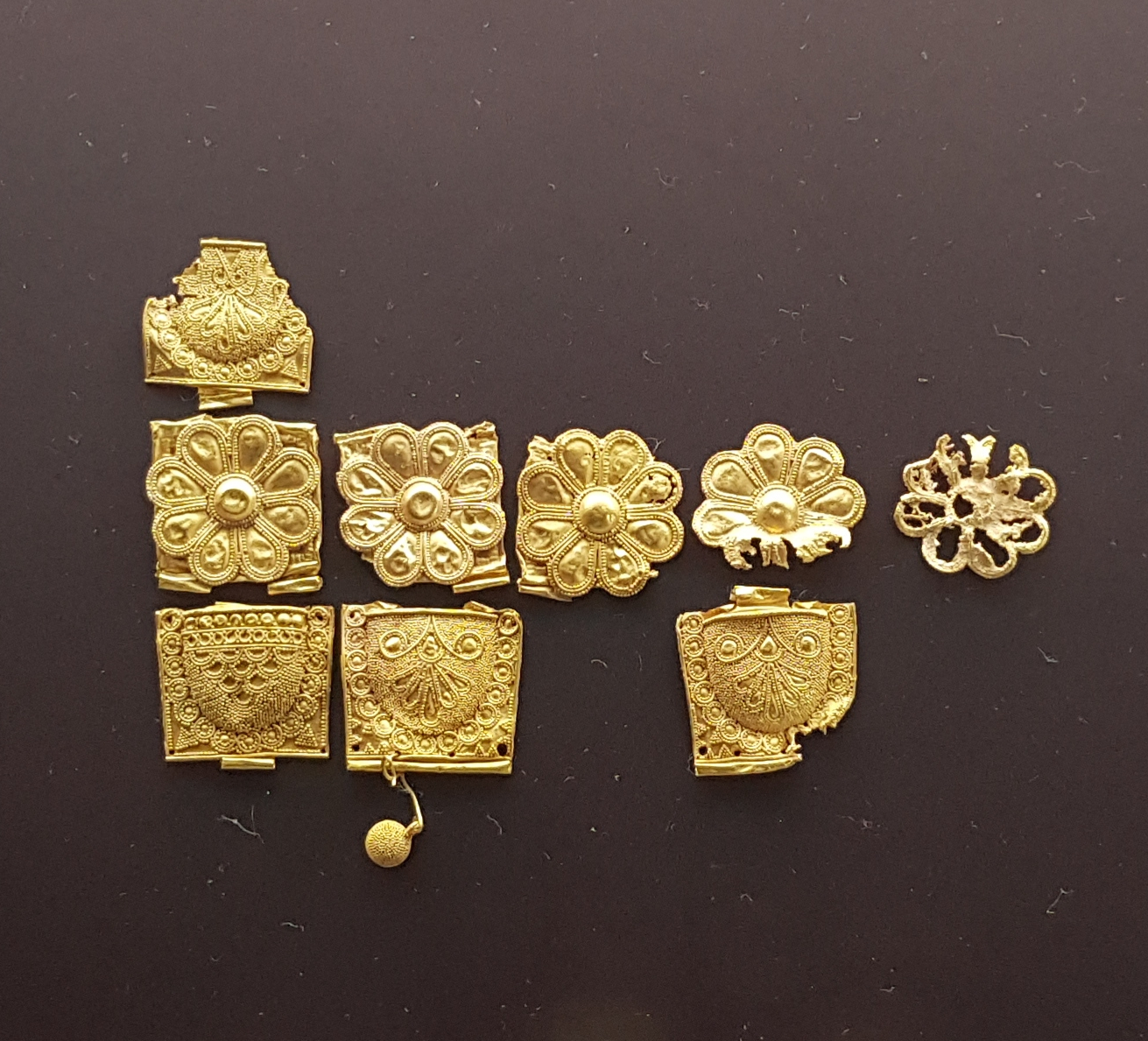
Fragmentos de diadema de oro del tesoro de Giribaile. Íbero siglo VII a.C. Museo Provincial de Jaén

- Castillo de Giribaile: Edificado sobre el recinto íbero-romano de Giribaile se levantó otro castillo fortaleza por los musulmanes. En 1170 hay noticias de que los almohades eran dueños el castillo.
- Castillo de Vilches: de orígenes inciertos, fue asediado y conquistado en numerosas ocasiones por cristianos y árabes. En 1172 por los almohades, y por Alfonso XII en 1212, en la Batalla de las Navas de Tolosa. Durante el 1214 y 1224, Castilla fortificaría la construcción. En 1231, fue cedido al Concejo de Baeza por Fernando III. En su Alcázar se construyó en el siglo XVIII la actual Ermita de la Virgen del Castillo.

- Iglesia de San Miguel Arcángel
- Ermita de la Virgen del Castillo

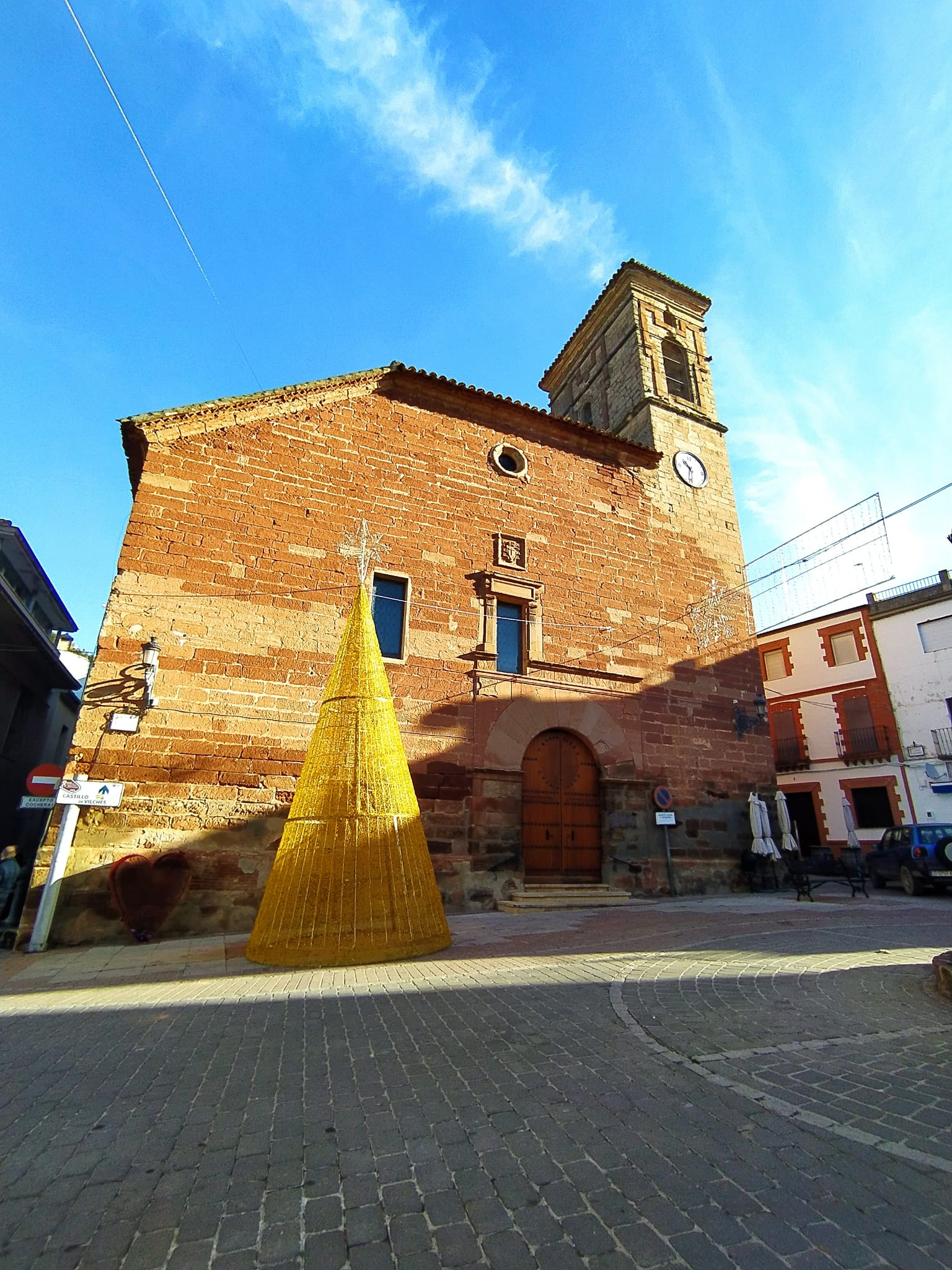
Fachada de la Iglesia de San Miguel Arcángel vista desde la plaza Mayor

- Ermita del Humilladero o San Sebastián
- Iglesia de Santiago Apóstol
- Capilla de San Gregorio

## Fiestas y tradiciones
Es este un pueblo de arraigadas costumbres que se desarrollan durante todo el año:
- 17 de enero: San Antón, durante la cual se llenan las calles de hogueras de ramas de olivo.

- Semana Santa: Entre los meses de marzo y abril, se celebra la Semana Santa; semana marcada por los actos religiosos y por sus procesiones desde el Domingo de Ramos hasta el Domingo de Pascua, en la que se pueden ver distintos tipos de pasos y de cortejo procesional, en la actualidad la tendencia de la población más joven es pasar los días estivales en el campo, desde el Miércoles Santo hasta el Domingo de Resurrección, haciendo de los lugares de acampada auténticos pueblos donde se instalan carpas y se hace de la Semana Santa un punto de encuentro de amigos y familiares.

- 9 de mayo: Festividad de San Gregorio, celebrada en la conocida barriada de los Mesones. Primera feria del año, en la cual se le hace una romería al Santo, al que se le colocan roscos de pan que posteriormente son bendecidos y repartidos entre la gente para su ingesta. Esta feria es conocida por su animación, puesto que la temperatura de la fecha ayuda al disfrute de la verbena.

- 25 de julio: Festividad de Santiago Apóstol, celebrada en la popular barriada de la Estación, donde jóvenes y mayores se divierten en las noches de verano.

- 15 de agosto: Festividad de la Virgen del Castillo, patrona del pueblo, durante la cual, del 14 al 18 de agosto, es celebrada la feria más importante para el pueblo, caracterizada por los actos religiosos en honor a la patrona, sus verbenas populares, encierros y numerosos actos para pasar unos buenos días entre amigos y familiares, pues es en estas fechas cuando más gente que —por una cosas u otras—, está fuera del pueblo, aprovecha para pasar unos días en concordia al regazo de la patrona.

- 31 de octubre: Vísperas de Todos los Santos. Se celebra una costumbre denominada "hacer las gachas", consistente en reunirse los amigos en torno a este popular guiso a base de harina, agua, azúcar y tostones para ser digerida entre charlas y recuerdos de los ausentes.

## Organización político-administrativa

### Elecciones municipales
| Elecciones municipales desde 1979 |      |      |      |      |      |      |      |      |      |      |      |      |
|                                   | 1979 | 1983 | 1987 | 1991 | 1995 | 1999 | 2003 | 2007 | 2011 | 2015 | 2019 | 2023 |
| PSOE                              | 10   | 10   | 10   | 10   | 7    | 7    | 6    | 7    | 4    | 4    | 5    | 7    |
| PCE/IU                            | 0    | 1    | 1    | 2    | 3    | 4    | 3    | 4    | 4    | 6    | 5    | 2    |
| AP/PP                             | -    | 2    | 2    | 1    | 3    | 2    | 2    | 2    | 3    | 1    | 1    | 2    |
| UCD                               | 3    | -    | -    | -    | -    | -    | -    | -    | -    | -    | -    | -    |
| PTA                               | 0    | -    | -    | -    | -    | -    | -    | -    | -    | -    | -    | -    |
| ORT                               | 0    | -    | -    | -    | -    | -    | -    | -    | -    | -    | -    | -    |
| En negrilla el partido más votado |      |      |      |      |      |      |      |      |      |      |      |      |
|                                   |      |      |      |      |      |      |      |      |      |      |      |      |

### Alcaldía
| Periodo   | Nombre                  | Partido |
| --------- | ----------------------- | ------- |
| 1979-1983 | Luis López Hervás       |         |
| 1983-1987 | Bartolomé Muelas Hervás |         |
| 1987-1991 | Bartolomé Muelas Hervás |         |
| 1991-1995 | Bartolomé Muelas Hervás |         |
| 1995-1999 | Serafín Pérez Valero    |         |
| 1999-2003 | Serafín Peréz Valero    |         |
| 2003-2007 | Juan Navarrete García   |         |
| 2007-2011 | Juan Navarrete García   |         |
| 2011-2015 | Juan Sánchez Lortite    |         |
| 2015-2019 | Bartolomé Guijo Torrico |         |
| 2019-2023 | Adrián Sánchez Ruiz     |         |
| 2023-act. | Adrián Sánchez Ruiz     |         |

## Economía

### Evolución de la deuda viva municipal
El concepto de deuda viva contempla solo las deudas con cajas y bancos relativas a créditos financieros, valores de renta fija y préstamos o créditos transferidos a terceros, excluyéndose, por tanto, la deuda comercial.
| Gráfica de evolución de la deuda viva del Ayuntamiento de Vilches entre 2008 y 2021                                  |
| |
| Deuda viva del Ayuntamiento de Vilches, en miles de euros, según datos del Ministerio de Hacienda y Función Pública. |